# Ice Cream Cake
Ice Cream Cake es el primer EP del grupo femenino surcoreano Red Velvet. El disco marca la primera aparición de la quinta integrante, Yeri. El álbum fue lanzado digitalmente el 17 de marzo de 2015 y físicamente el 18 de marzo. El miniálbum contiene dos sencillos, «Automatic» y «Ice Cream Cake».

## Antecedentes
El 1 de febrero de 2015, Red Velvet fue visto grabando un videoclip en Palmdale con el desierto de California en segundo plano. Las miembros tenían el pelo más rubio, que hacía alusión a unos rumores sobre una canción titulada «Blonde Girl». También había rumores sobre una quinta integrante mostrada en los teasers del grupo, que los aficionados después, indicaron que era parte SM Rookies.
El 11 de marzo de 2015, S.M. Entertainment introdujo oficialmente a la exintegrante de SM Rookies, Yeri, como una nueva miembro de Red Velvet a través de un vídeo difundido en su canal en YouTube. En el mismo día, revelaron el título del primer álbum del grupo, Ice Cream Cake. El 14 de marzo, el vídeo para la canción «Automatic» fue lanzado junto con el sencillo.
S.M. Entertainment confirmó que el grupo promocionaría el álbum con los sencillos, «Automatic» y «Ice Cream Cake».

## Promoción
S.M. Entertainment anunció un programa que el grupo estaría promocionando su nuevo álbum, llamado Ice Cream TV. El grupo interpretó sus canciones en el programa, que fue transmitido a través de Naver Music y fue presentado por Choi Min-ho de Shinee. Además de sus actuaciones en vivo, el grupo también habló sobre el nuevo álbum y su comeback.
El grupo comenzó las promociones con los sencillos «Automatic» y «Ice Cream Cake» en programas musicales el 19 de marzo. La primera presentación fue en M! Countdown de Mnet, seguido por sus presentaciones en Music Bank de KBS el 20 de marzo, y en Inkigayo de SBS el 22 de marzo. Una semana después, ellas regresaron a Music Bank donde ganaron su primer premio en un programa de música desde su debut.

## Desempeño comercial
El álbum debutó en el primer puesto de Gaon Weekly Albums Chart y en el segundo puesto de Billboard World Albums Chart. El álbum también alcanzó el puesto 25 en Top Heatseekers el 4 de abril de 2015. «Ice Cream Cake» se posicionó en el cuarto lugar de Gaon Singles Chart y alcanzó la tercera posición en Billboard World Digital Songs. Las otras cinco canciones del álbum también estuvieron ubicadas en Gaon Singles Chart.
«Ice Cream Cake» se convirtió en el vídeo de K-pop más visto en el mundo en el mes de marzo, mientras que «Automatic» apareció como el sexto vídeo. Mientras que en América «Ice Cream Cake» fue el primer vídeo más visto y «Automatic» el cuarto. Según Hanteo, el álbum se convirtió en el más vendido por un girl group en Corea del Sur en el primer semestre de 2015.

### Ventas y certificaciones
| Lista                    | Cantidad |
| ------------------------ | -------- |
| Ventas físicas de Gaon   | 68 525+  |
| Ventas físicas de Oricon | 2796+    |

## Lista de canciones
| Ice Cream Cake |                        |                                           |                                                                                           |          |  |
| N.º            | Título                 | Letras                                    | Música                                                                                    | Duración |  |
| 1.             | «Ice Cream Cake»       | Jo Yoon-kyung                             | Hayley Aitken, Sebastian Lundberg, Fredrik Haggstam, Johan Gustafson, A.K.A Trinity Music | 3:11     |  |
| 2.             | «Automatic»            | Jam Factory, Daniel Klein, Charlotte Taft | Daniel Klein, Charlotte Taft                                                              | 3:31     |  |
| 3.             | «Somethin Kinda Crazy» | Kenzie, Teddy Riley, DOM                  | Charlotte Taft, Kenzie, Teddy Riley, DOM                                                  | 3:20     |  |
| 4.             | «Stupid Cupid»         | Hayley Aitken, 220                        | Andrew Choi, 220, Hayley Aitken, Cha Cha Malone                                           | 3:30     |  |
| 5.             | «Take It Slow»         | G-High                                    | G-High                                                                                    | 3:32     |  |
| 6.             | «Candy» (사탕)         | Hong Ji-yoo                               | Claire Rodrigues Lee, Kevin Charge                                                        | 4:23     |  |
| 21:26          |                        |                                           |                                                                                           |          |  |

## Desempeño en listas

### Listas semanales
| Lista (2015)                 | Mejor posición |
| ---------------------------- | -------------- |
| Álbumes surcoreanos (Gaon)   | 1              |
| US Billboard World Albums    | 2              |
| US Billboard Top Heatseekers | 24             |

### Listas mensuales
| Lista (2015)               | Mejor posición |
| -------------------------- | -------------- |
| Álbumes surcoreanos (Gaon) | 8              |